# Trawianka
Trawianka (Perccottus glenii) – gatunek ryby okoniokształtnej, jedyny przedstawiciel rodzaju Perccottus.

## Występowanie
Azja Południowa oraz dorzecze Amuru.

## Nazewnictwo
Mniej znana nazwa gołowieszka pochodzi z języka rosyjskiego. W języku polskim proponowano również inne nazwy rotan i byczek, jednak te są rzadko stosowane.

## Charakterystyka
Osiąga do 25 cm długości. Żywi się larwami, drobnymi skorupiakami i małymi rybami.

## Gatunek inwazyjny
W Polsce jest inwazyjnym gatunkiem obcym – zawleczonym lub introdukowanym przed rokiem 1993. Spotykana licznie w dolnym i środkowym biegu Wisły oraz w jej dorzeczach.
W myśl „Regulaminu PZW” na terenie Polski obowiązuje zakaz wypuszczania na wolność trawianki po jej złowieniu.